# 正和島
正和島，中國大陸社交網站，對象為大型企業的高層。

## 簡介
由《中国企业家》前社长刘东华创办。2011年6月份组建团队，同年12月29日试运行启动仪式。2012年6月1日正和岛正式上线。名稱源自博弈论，相对于“负和”与“零和”，“正和”指游戏各方互利共赢。
其申請資格門檻十分高，包括須為「所在企业的创始人、董事长或CEO/总裁」；「所在企业系独立法人企业，成立三年以上，且上一年营业收入须在一億元人民币以上」；「投资类企业资金募集的总体规模，须在5亿元人民币以上」。
據報，該站已有逾2000個商界重量級人物為會員，包括阿里巴巴的馬雲和萬科的王石。